# Nicola Sebastio
Nicola Sebastio (Monghidoro, 21 marzo 1914 – Busto Arsizio, 5 settembre 2005) è stato uno scultore e disegnatore italiano.
Nicola Sebastio è stato uno scultore dedito soprattutto ad opere a tema religioso.

## Biografia
Nasce dal medico condotto Carlo e dalla modista d'origine svizzera Elena Zani. Si trasferiscono prima a Codigoroo poi a Lagosanto (1924), dove trascorre la giovinezza visitando spesso Comacchio, Pomposa e Ravenna, eseguendo i primi disegni.
Frequenta il Liceo artistico di Bologna sotto gli insegnamenti di Giorgio Morandi per poi approfondire alle Accademie prima di Roma poi di Firenze dove si laurea nel 1936 con una tesi su Jacopo della Quercia e i portali di San Petronio, trasferendosi ufficialmente a Milano nel settembre 1941, chiamato ad insegnare alla Scuola Beato Angelico e dove la conoscenza di mons. Giuseppe Polvara diventerà basilare per la sua formazione religiosa.
Chiamato alle armi e arruolato in fanteria destinato in Sicilia, viene ferito, fatto prigioniero e deportato in Egitto dove, nonostante la situazione, trascorse uno dei periodi migliori della sua vita passando il tempo creando sculture con le latte dei barattoli di conserva. Riuscì a fuggire vagando per diversi mesi a Menphis, dove gli diedero l'incarico di sistemare l'altare di una cappella, ponendo le baso di un'esperienza basilare per la sua arte nella quale inserì l'eterno delle grandi costruzioni piramidali e il quotidiano rappresentato nelle tombe.
Finita la guerra, torna all'insegnamento dedicandosi con maggiore assiduità all'attività artistica e sposando Maria Mazzoleni, sua collega. Tra gli anni Cinquanta ed Ottanta compie numerosi viaggi anche per incarichi ufficiali legati al suo ruolo di rappresentanza come responsabile dell'Unione Cattolica Artisti Italiani (UCAI). Ha così modo di seguire un seminario di Giacomo Manzù a Salisburgo e di conoscere Oskar Kokoschka, che lascerà traccia indelebile nella sua formazione. Si dedica inoltre alla stesura di analisi critiche riguardo al proprio lavoro. Dopo aver conseguito il premio Madonnina d'oro, a fine anni Settanta raduna a Castellabate un gruppo di giovani artisti per sistemare la chiesa di San Marco, lavorando poi con gli stessi nel 1992 nella Chiesa di San Alberto magno a Roma.
Oltre a  moltepllici commissioni per chiese, oratori e palazzi anche al di fuori dell'ambito nazionale, tra gli anni Ottanta e Novanta si dedica alla ricerca storica ed estetica del simbolo della Croce.
Muore il 5 settembre 2005.

## Stile
Oltre a dedicarsi al mosaico, tecnica dalla quale fu affascinato durante i viaggi giovanili a Ravenna, dopo l'esperienza egiziana, negli anni Cinquanta si allaccia all'eleganza formale di Francesco Messina per poi virare verso una stilizzazione quasi geometrica dove le figure sono rese in modo meno tradizionale, con forme più scarne e sintetiche. Grazie all'apertura che Paolo VI fece verso l'arte contemporanea, Sebastio si spinge verso una religiosità nuova, progressista ed emancipata, affrontando anche la crisi dell'arte cristiana, affermando addirittura, alla Biennale di Venezia del 1980, che l'opera di carattere più religioso è il grande dipinto di Renato Guttuso raffigurante il funerale di Togliatti.
Ha donato 37 opere tra disegni, bozzetti, gessi e bronzi al Comune di Comacchio a fronte del solido legame con quel territorio e con alcune personalità locali tra cui il pittore Guido Cinti ed il compositore ed organista Pellegrino Guidi.

## Esposizioni

### Personali e retrospettive
- Nicola Sebastio - La bellezza della vita storia d'arte e d'amicizia, Galleria d'Arte Palazzo Bellini, Comacchio, 13/09-02/11/2014
- Sala Sebastio, mostra permanente, Galleria d'Arte Palazzo Bellini, Comacchio

### Collettive e retrospettive
- 1939 - Mostra Sindacale d'arte, Ferrara, Castello Estense, 1º-28/10/1939
- 1942 - Mostra del GUF, Ferrara, Casa dello studente
- 1943 - Palazzo dei Diamanti, 1943
- 1972 - I Mostra Internazionale d'Arte Sacra per la Casa, Milano
- 2014 - Riscopriamo Ferrara. Artisti da fine Ottocento ai nostri giorni, Ferrara, Palazzo della Racchetta, 05-23/12.

## Opere principali
- 1940 
  - Madonna di Lourdes, terracotta, Cento, Collezione Orsini
- 1946-1948
  - Via Crucis, fonte battesimale, dipinti della cupola, Novate Milanese, Chiesa parrocchiale
  - Busto monumentale di Pio XII, Comacchio, Seminario
- 1950-1955
  - Statua di san Giovanni Battista De La Salle, sopra la prima guglia della facciata, Duomo di Milano
  - Fonte battesimale, Milano, San Gottardo a Palazzo Reale
  - Portella per le reliquie dei Magi e finestra traforata in rame, Milano, Cappella di Sant'Eustorgio
  - Testa di Pellegrino Guidi, terracotta, GAMC, Ferrara
  - Ritratto di Guido Cinti, terracotta
- 1951-1954
  - Lunetta in mosaico con Sant'Appiano e Sant'Alessandro, mosaico sul tema del Concilio Vaticano Secondo, Madonna con Bambino, rilievo dell'Altare Maggiore, un leggio, Via Crucis in grès, Lagosanto, Chiesa di Santa Maria della Neve
- 1960-1963
  - Sistemazione generale, mosaico, balaustre, porte, Milano, Chiesa di Dio Padre
  - Statua di San Sergio sulla facciata, tabernacolo, decorazioni scultoree della cappella, calice, paramenti, Casa di San Sergio, Settignano
- 1965
  - Croce gloriosa, tabernacolo, lampade, Abbazia di Pomposa
  - Fonte battesimale (progettata insieme al cardinal Giacomo Lercaro), Bologna, Chiesa di Sant'Anna
  - 8 bozzetti acquerellati per il Crocifisso, Lido degli Estensi, Chiesa dei Santi Pietro e Paolo
- 1968
  - Tabernacolo portatile in bronzo dorato con l'Ultima Cena, Duomo di Milano
- 1969
  - 54 vetrate con la vita di San Francesco e Santa Caterina e con le città d'Italia, Milano, Chiesa dei Santi Patroni
- 1971
  - Grande croce col Popolo di Dio che sale al banchetto, Modena
- 1975
  - Croce di Charles de Foucalult, Bruges, collezione privata

1979-1989
- - Sistemazione complessiva, dipinti murali, dipinti nelle cappelle, croce cosmica (1960) sul presbiterio, tabernacolo monumentale (lavori fatti con i giovani di Arte e Comunità), Castellabate, Chiesa di San Marco
  - Statua monumentale del Beato Simeone
  - Altare, Fossano, Chiesa dello Spirito Santo
- 1992
  - Via Crucis di Arte e Comunità, Roma, Chiesa di Sant'Aberto Magno (con collaboratori)
- 1997-1998
  - Cristo risorto in ferro battuto e cristalli di Murano, tabernacolo, immagini dei Santi Cirillo e Metodio,Roma, Chiesa dei Santi Cirillo e Metodio
- Cristo sorge da Giobbe, rame sbalzato, s.d., Comacchio, Museo Mariano d'Arte Sacra Contemporanea.
- Croce, argento dorato, Duomo di Crema.

## Premi
- 1970 - Madonnina d'oro per la scultura

### Approfondimenti
- Nicola Sebastio, La Croce e la Speranza alle soglie dell'anno 2000, Centro Cult. "La Traccia", Imola, 1984.
- Anecdota, Quaderni della Bilblioteca "Ludovico Antonio Muratori", supplemento, Nicola Sebastio, Comacchio, 2004.